# Vendelsö, Halland

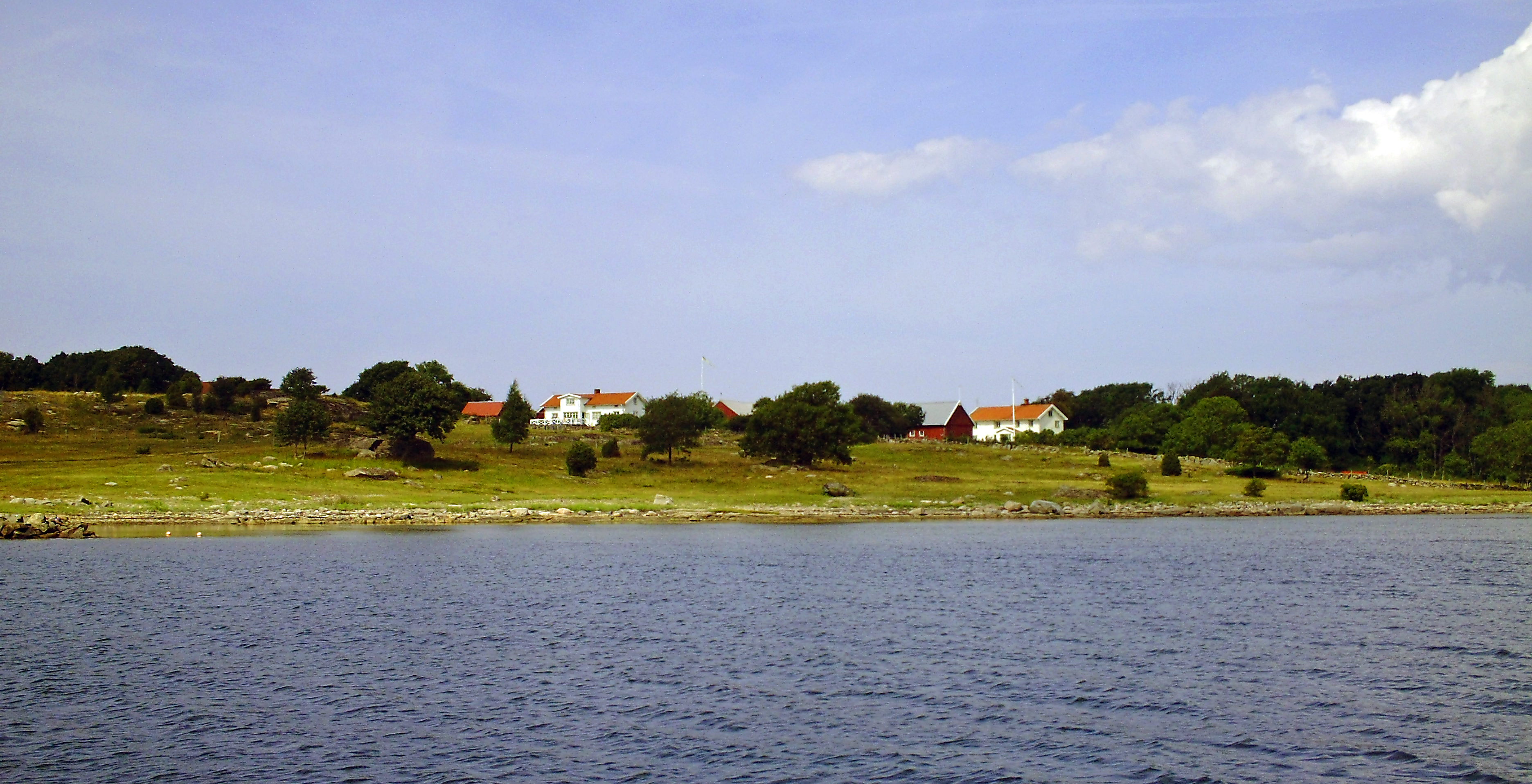
Vendelsö, sedd från Vendelsöfjorden.

Vendelsö i Vendelsöfjorden är den största ön i den mindre ögruppen Vendelsöarna, i Varbergs kommun (och alldeles söder om Kungsbacka kommun) i norra Halland.
En del av ön ingår i det större naturreservatet Vendelsöarna. På Vendelsö finns också ett vandrarhem och en väderkvarn byggd år 1876. Kvarnen saknar dock vingar och används inte längre, men är öppen för allmänheten.
På de flesta platser på Vendelsö går det djur. Vissa är lösa och andra går i hagar, exempelvis kor, får, hönor, tuppar och hästar.
Vendelsöfjorden är en vik av Kattegatt mellan tätorterna Väröbacka i söder (Väröhalvön) och Frillesås i norr. Här finns bland andra öarna Vendelsö, Ustö och Älmö. 
Löftaån, som kommer från Förlanda/Gällinge i nordost har sitt utlopp här och utgör i sin nedre del gräns mellan Kungsbacka kommun och Varbergs kommun, Värö socken, båda i Hallands län.
Rakt i väster ligger skäret Nidingen med sina välkända, dubbla fyrtorn, nu kompletterade med ett tredje torn, fjärrmanövrerat och mer än 23 meter högt. 
Vid Vendelsöfjorden finns Stråvalla strand med campingplats och nästan kilometerlång sandstrand.

## Kända personer från Vendelsö
Den 28 juli 1809 föddes på Vendelsö Fredrik Olaus Nilsson, grundare av Sveriges första baptistförsamling. Han dog den 21 oktober 1881.

## Galleri

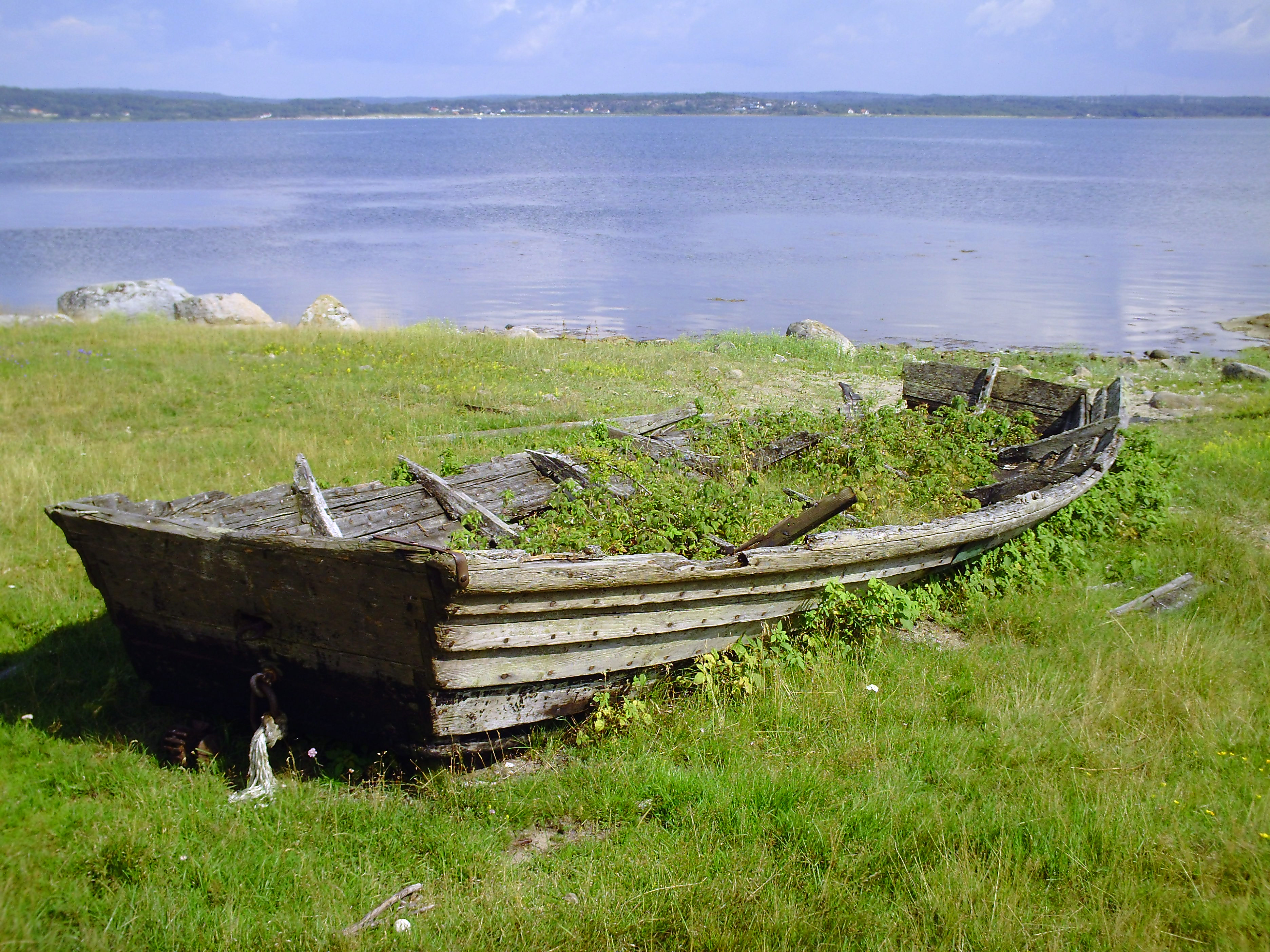
En gammal båt på Vendelsö, med Vendelsöfjorden i bakgrunden.
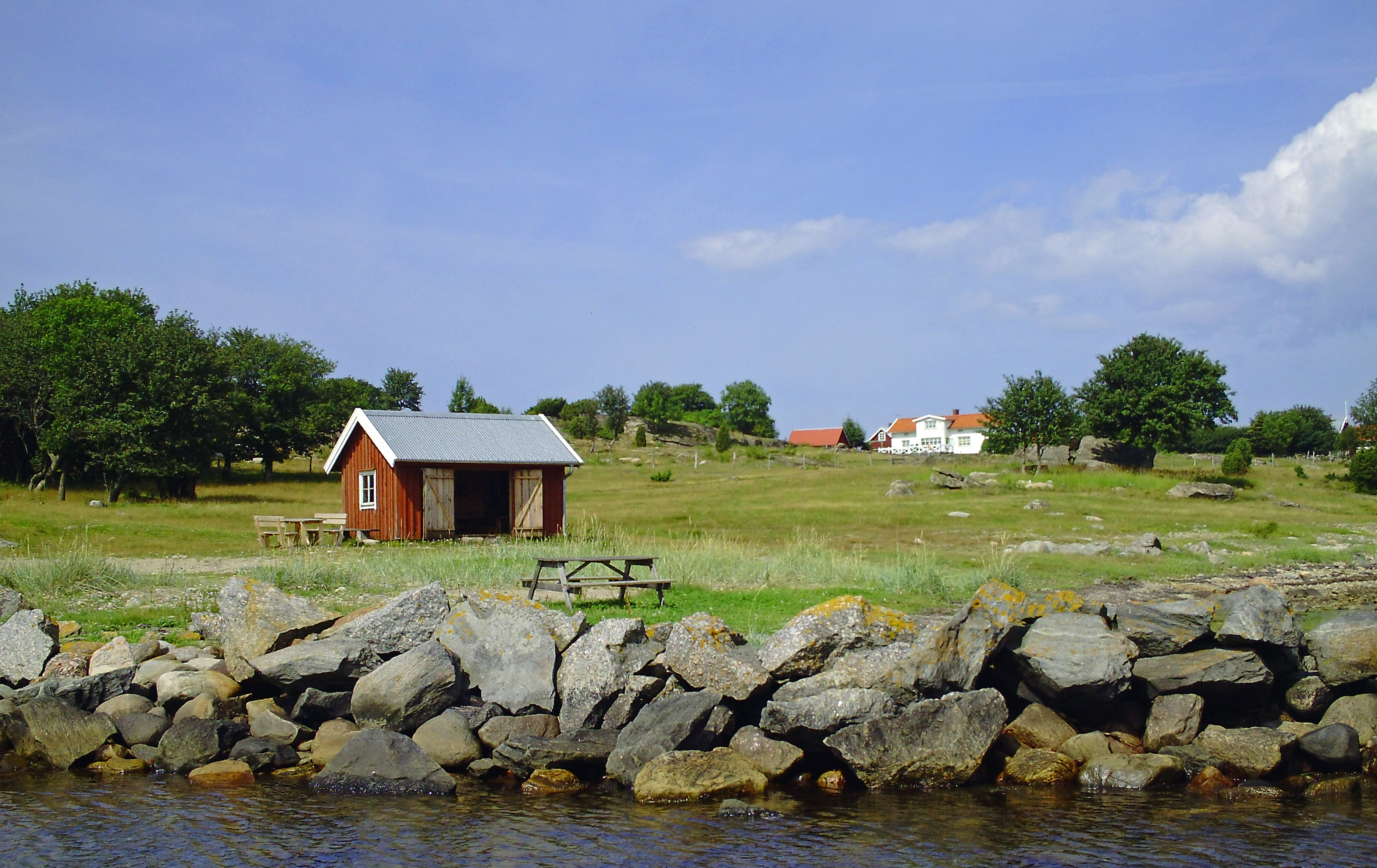
Blick från hamnen.
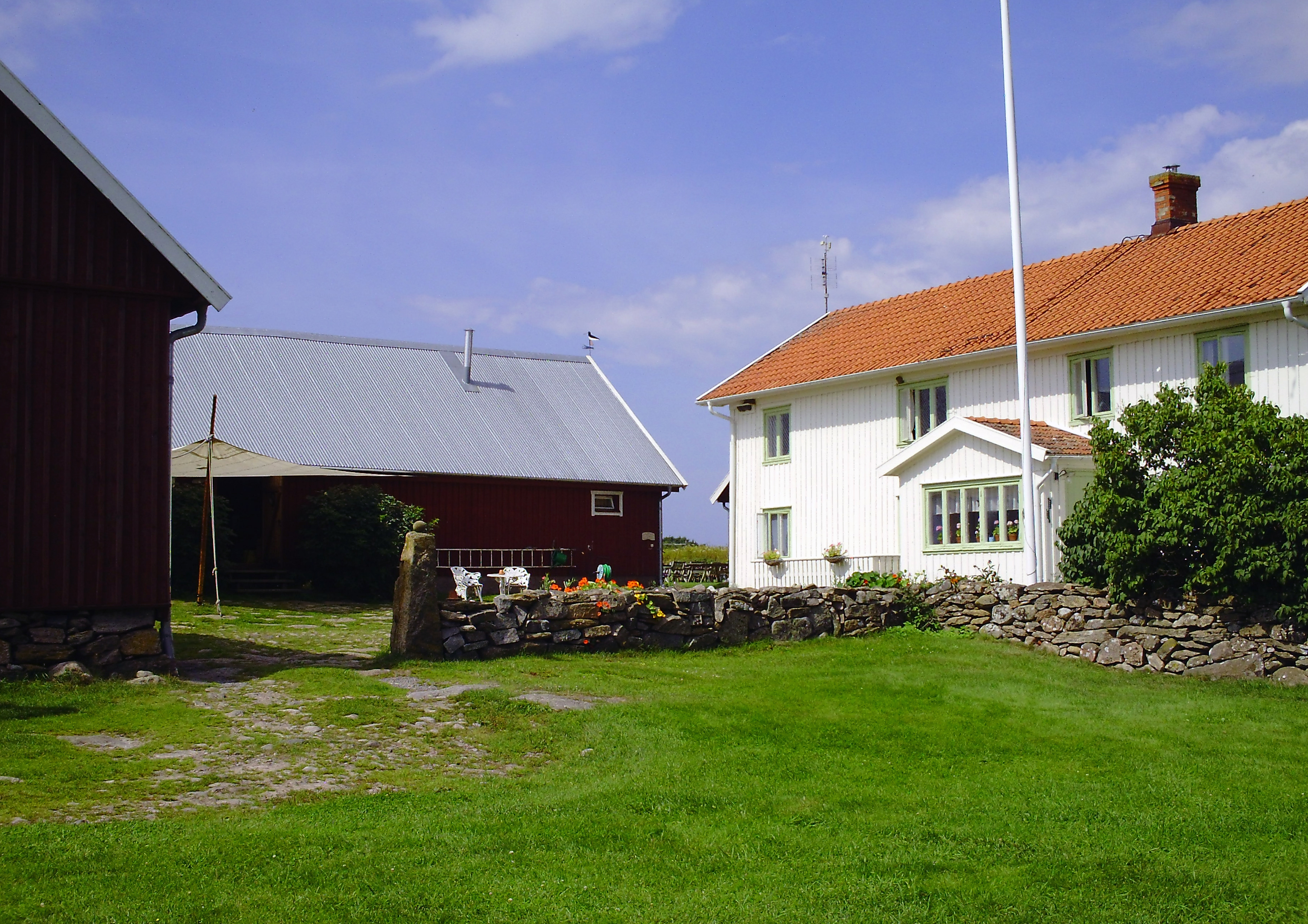
Vandrarhemmet.
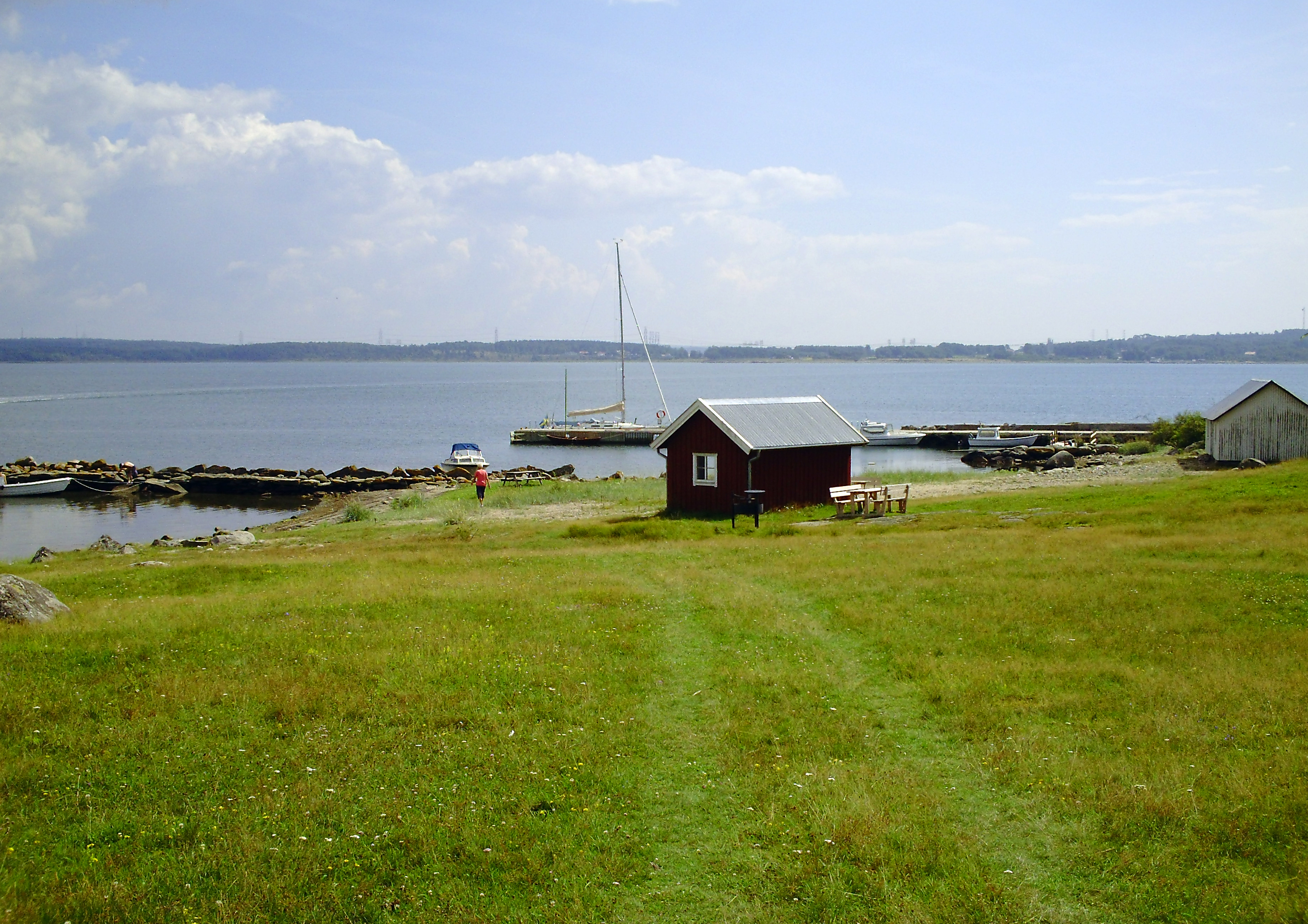
Hamnen.
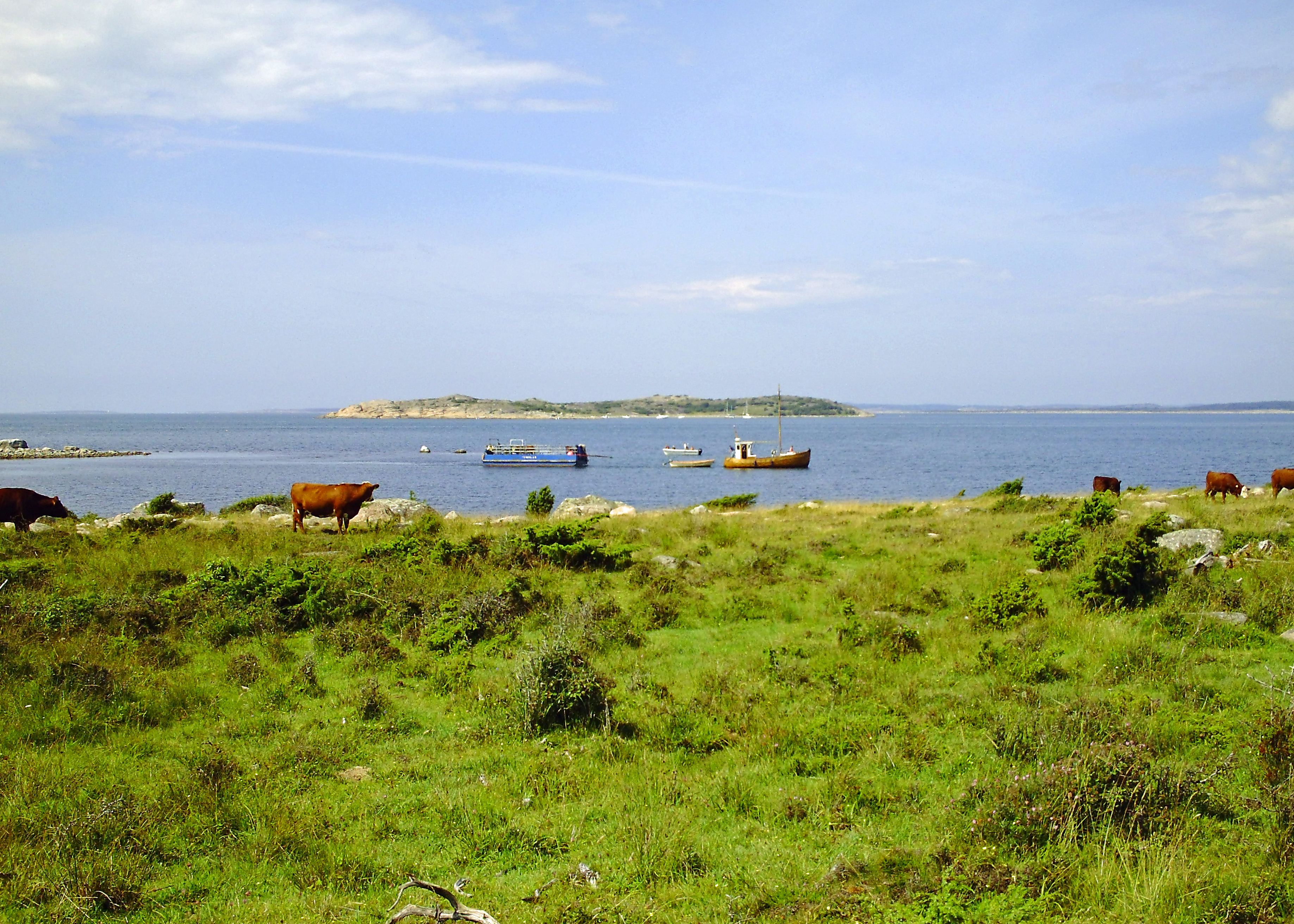
Kor på Vendelsö. I havet kör en fiskebåt, dragande på pråmen Vendela II
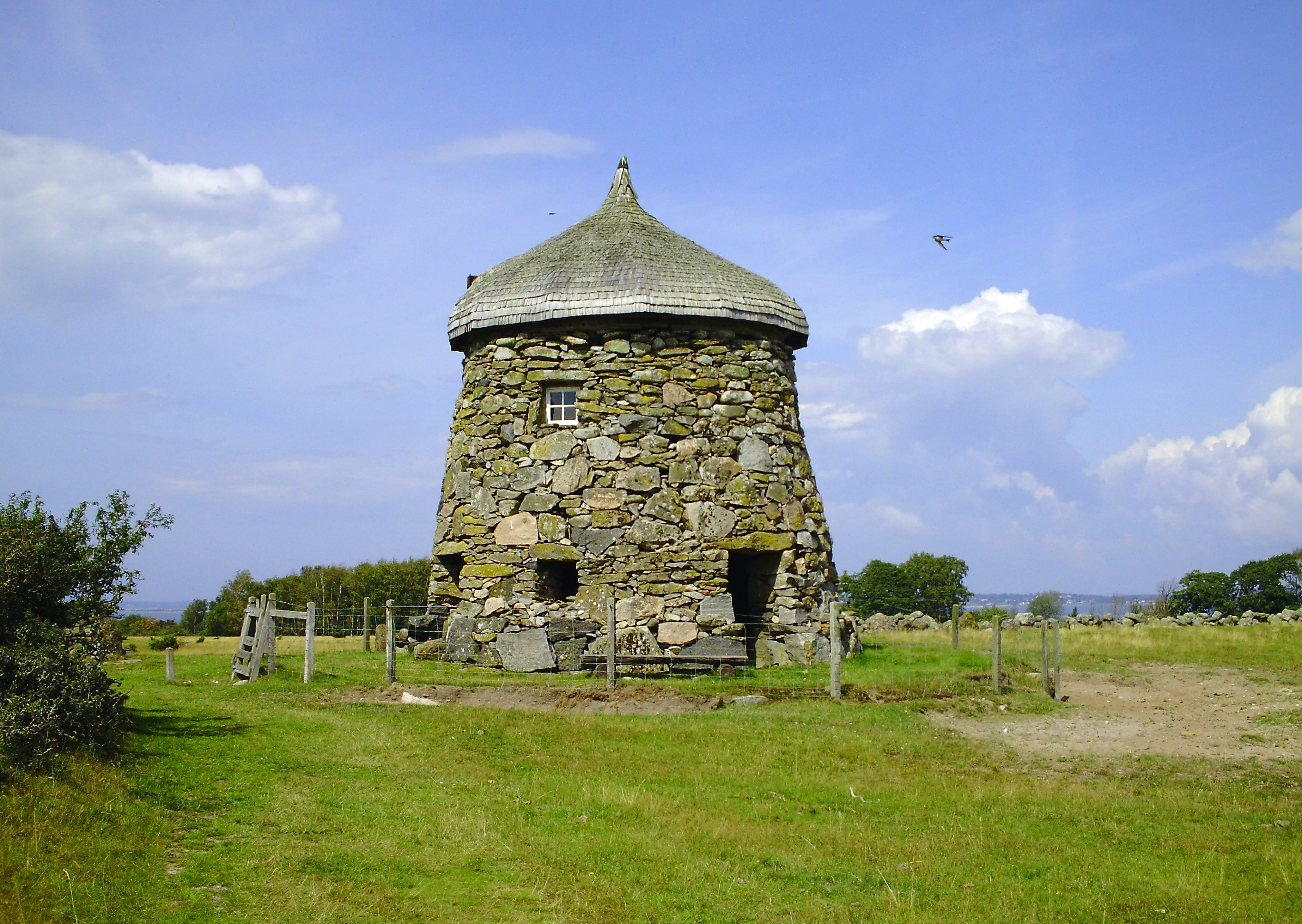
Väderkvarnen.